# Luke McShane
Luke James McShane (Londra, 7 gennaio 1984) è uno scacchista britannico.

## Biografia
McShane è stato un enfant prodige degli scacchi. All'età di 8 anni vinse il campionato del mondo under-10 di Duisburg e a 16 diventò il più giovane Grande maestro britannico, un record che venne battuto solo dopo sette anni (nel 2007) da David Howell. Nella lista Elo di gennaio 2004 era al secondo posto nella classifica mondiale under-21, dopo Teimour Radjabov.
McShane è molto forte nel gioco blitz. Nel 2003 vinse il torneo blitz di Kuppenheim in Germania (136 giocatori) con 50½ su 53, davanti a Vladimir Epishin. Nello stesso anno vinse il campionato britannico blitz di Uxbridge con 14½ su 16 e l'open blitz della Groenlandia con 8½ su 9.
Ha raggiunto il massimo rating FIDE nel luglio 2012, con 2713 punti Elo, numero 32 al mondo e 2° tra gli inglesi dietro Michael Adams .

## Principali risultati
- 1998 :  pari primo con John Nunn nel Bunratty Masters Tournament in Irlanda; pari 1º-3º con Stuart Conquest e Bogdan Lalić nel torneo Iona Tech Masters di Kilkenny;
- 2002 :  quarto nel campionato britannico di Torquay; secondo nel campionato del mondo under-20 di Goa;
- 2003 :  pari 1º-3º con Alexey Dreev e Krishnan Sasikiran nella North Sea Cup di Esbjerg in Danimarca;
- 2004 :  secondo nella Politiken Cup di Copenaghen; vince il torneo Malmö Masters di Malmö in Svezia;
- 2009 :  pari 1º-5º nella Rilton Cup di Stoccolma;
- 2010 :  secondo con Viswanathan Anand nel "London Chess Classic" (vinto da Magnus Carlsen, che batté nell'incontro diretto), davanti fra gli altri a Vladimir Kramnik;[2]
- 2011 :  vince il torneo Tata Steel-B, superando per spareggio tecnico David Navara.